# Percy Alliss
Percy Alliss (Sheffield, 8 januari 1897 – Bournemouth, 31 maart 1975) was een Engelse golfprofessional.

## Loopbaan
Alliss begon zijn carrière als clubprofessional bij de Royal Porthcawl Golf Club in Wales. Ook speelde hij veel toernooien. 
Alliss speelde zeventien keer het Brits Open en eindigde acht keer in de top-10. Verder speelde hij vier keer in de Ryder Cup. In 1931 stond hij in het Britse team opgesteld, maar omdat hij toen in Duitsland werkte, en de regels net veranderd waren (het moesten Britse spelers zijn die in Groot-Brittannië woonden) mocht hij niet meedoen. Percy en zijn zoon Peter waren het eerste vader- en zoonduo dat in de Ryder Cup speelde. Daarna hebben alleen Antonio en Ignacio Garrido dat gedaan. 
In 1931 speelde hij wel in het Canadees Open, waar hij de play-off van Walter Hagen verloor. Hagen was zo onder de indruk van zijn spel dat hij hem vroeg naar de Verenigde Staten te verhuizen. Alliss ging wel weg uit Berlijn, maar verhuisde naar Engeland en gaf nog 28 jaar les op de Ferndown Golf Club in Dorset. Toen hij 70 jaar was ging hij met pensioen. Alliss stierf op 78-jarige leeftijd.

## Gewonnen
Onder meer:
- 1920: PGA Kampioenschap (Wales)
- 1921: PGA Kampioenschap (Wales)
- 1926: Duits Open
- 1927: Duits Open, Italiaans Open
- 1928: Duits Open
- 1929: Duits Open
- 1932: Penfold Tournament
- 1933: Duits Open, News of the World Match Play
- 1935: Italiaans Open, Penfold Tournament
- 1937: News of the World Match Play

## Teams
- Ryder Cup: 1929, 1933, 1935 en 1937